# Río Velero
Río Velero är en ort i Mexiko.   Den ligger i kommunen Acatepec och delstaten Guerrero, i den södra delen av landet, 260 km söder om huvudstaden Mexico City. Río Velero ligger 646 meter över havet och antalet invånare är 230.
Terrängen runt Río Velero är huvudsakligen kuperad, men söderut är den bergig. Río Velero ligger nere i en dal. Runt Río Velero är det ganska tätbefolkat, med 58 invånare per kvadratkilometer. Närmaste större samhälle är Ayutla de los Libres, 15,6 km sydväst om Río Velero. I omgivningarna runt Río Velero växer huvudsakligen savannskog.